# Municipio de Lincoln (condado de Neosho)
El municipio de Lincoln (en inglés: Lincoln Township) es un municipio ubicado en el condado de Neosho en el estado estadounidense de Kansas. En el año 2010 tenía una población de 310 habitantes y una densidad poblacional de 2,49 personas por km².

## Geografía
El municipio de Lincoln se encuentra ubicado en las coordenadas 37°25′25″N 95°9′16″O / 37.42361, -95.15444. Según la Oficina del Censo de los Estados Unidos, el municipio tiene una superficie total de 124.54 km², de la cual 122,89 km² corresponden a tierra firme y (1,32 %) 1,65 km² es agua.

## Demografía
Según el censo de 2010, había 310 personas residiendo en el municipio de Lincoln. La densidad de población era de 2,49 hab./km². De los 310 habitantes, el municipio de Lincoln estaba compuesto por el 92,9 % blancos, el 2,9 % eran amerindios y el 4,19 % eran de una mezcla de razas. Del total de la población el 0,32 % eran hispanos o latinos de cualquier raza.